# Cinachyrella trochiformis
Cinachyrella trochiformis är en svampdjursart som först beskrevs av Keller 1891.  Cinachyrella trochiformis ingår i släktet Cinachyrella och familjen Tetillidae.
Artens utbredningsområde är Eritrea. Inga underarter finns listade i Catalogue of Life.